# Littérature kabarde d'enfance et de jeunesse

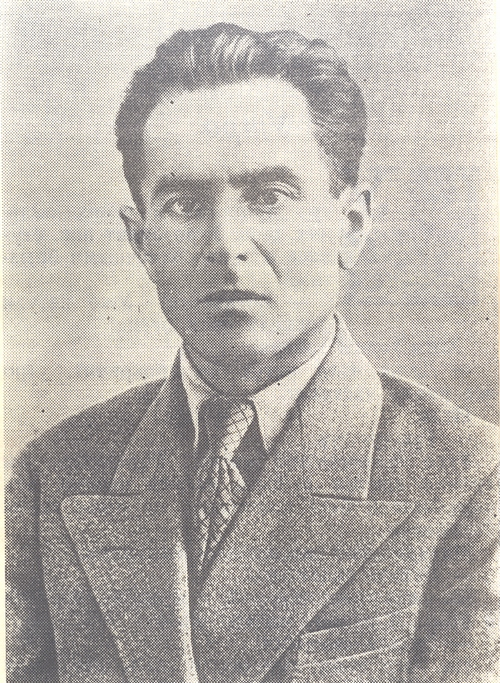
Ali Chogentsukov

La littérature kabarde d'enfance et de jeunesse est une littérature en langue kabardo-tcherkesse destinée aux enfants et adolescents de moins de 16 ans (un secteur de la littérature kabarde, (kbd) aдыгэ сабий литературэ).

## Les objectifs didactiques
L'origine de la littérature kabarde pour les enfants se trouve probablement au milieu du XVIIIe siècle, comme en témoignent les recherches d'Oumar Berseï (ru) (1807 – ?). Kazi Atajoukine (ru), Pago Tambiev, Adam Dymov et Nouri Tsagov ont contribué à la fonder, même si l'on considère que son premier fondateur est Ali Chogentsukov (1900–1941). 
C'est dans sa branche poétique que la problématique de la moralité est la plus présente. Ali Chogentsukov a ainsi inséré des éléments didactiques traditionnels dans ses poèmes « L'élève Khasanche » [(kbd) « Хьэсанш еджакIуэщ »], « Miséricordieux petit Khasanche » [(kbd) « Хьэсанш цIыкIу и гущIэгъу »], « Bonjour ! » [(kbd) « ФIэхъус апщий! »], « La petite page d'enfant » [(kbd) « Сабий тхьэпэ »], « L'école neuve » [(kbd) « ЕджапIэщIэ »], et « Khasanche » [(kbd) « Хасанш »]. 
Les premières années du pouvoir soviétique marquent l'essor de l'industrie du livre, dans le but de lancer une campagne d'instruction de la population illettrée : c'est durant cette période que les auteurs kabardes essayent d'écrire des œuvres en rapport avec des tâches pédagogiques. C'est le cas des poèmes de Pchikan Chékikhachev (1889—1937), Tuta Boroukaïev (ru) (1888—1937), Tau-Soultan Cheretlokov (1884—1943), Abdoul Pchenokov (1907-1937), et Khajbi Elmessov (1911-1937).

## La période d'après-guerre
L'essor de la littérature d'enfance en Kabardino–Balkarie commence dans les années d'après-guerre. On associe à cette période le nom d'Amirkhan Chomakhov (1910—1988). Le poète connaissant bien la mentalité des enfants, notamment des plus jeunes, faisait rimer ses messages différemment selon l'âge et les capacités de ses lecteurs. Le premier recueil de ses poèmes, Les Vers pour enfants [(kbd) « Сабийхэм папщӀэ усэхэр »], paraît en 1949. En ce temps particulièrement, la littérature kabarde avait besoin des œuvres pour enfants et adolescents. С'est pourquoi la poésie de Chomakhov, étant très simple mais néanmoins claire, trouva le chemin du cœur du lecteur[non neutre].
Alim Kechokov (ru) (1914—2001) a débuté la rédaction de poèmes destinés à l'enfance dans les années 1950. Il raconte la guerre vue par les enfants, les épreuves qu'ils rencontrent, leurs émotions. Il peint les caractères des adolescents kabardes avec une grande affection: « La fillette aux cheveux tressés », « La maman », « La pomme pour Marinka » et autres.
La littérature d'enfance et de jeunesse occupe une place importante dans l’œuvre de Moukhadin Goubjev (1913—1997). Son patrimoine poétique comprend les recueils de poèmes « Belle brise » [(kbd) « Акъужь гуакӀуэ », 1960], « À la hutte de l'apiculteur » [(kbd) « Бжьахъуэм и пщыӀэм », 1965], « L'oisillon doré » [(kbd) « Дыщэ бзу », 1967], « L'arc-en-ciel » [(kbd) « Лэгъупыкъу », 1973] et autres. Parfois les jeunes héros du poète sont des garçons laborieux, et au contraire, des paresseux qui méritent un blâme.
En 1957, Mukhamed Chkhagapsoïev (1915-1982) fait publier la première pièce kabarde pour les enfants « Batyr, le fils de l'ours ».

## L'époque post-soviétique
Les écrivains de la période post-soviétique, tant les aînés que les jeunes, continuent les traditions de la littérature nationale, on trouve parmi eux : Pietr Kazharov, Saladin Zheletejev, Safarbi Khakhov, Leonid Choguenov, Liuan Afaunov, Arsen Guergov, Pietr Khatuev, Nela Lukozheva, Anatole Kamergoëv, Nina Taova, Oleg Khachukoev, Mukharbi Batyrov.
En 2007, le recueil de la poésie de Leonid Choguenov (1935) La Prunelle de nos yeux [(kbd) « Нэхунэ цӀыкӀухэр »] attire l'attention. Le livre exprime les résultats des recherches créatives de l'auteur. Les vers de Choguenov sont captivants et attisent la curiosité des enfants.